# Chemicky pekuliární hvězda
Chemicky pekuliární hvězda (též pekuliární hvězda či CP hvězda) je v astrofyzice hvězda, která má neobvyklé (pekuliární) chemické složení svých povrchových vrstev, neboli atmosféry. Toto složení zjišťujeme převážně spektroskopicky, ze vzhledu barevného spektra hvězdy.

## Metody výzkumu
Dnes nejvíce používanou metodou jejich výzkumu je klasická fotometrie. Mezi další prostředky, jež se k výzkumu CP hvězd používají, patří postup publikovaný v roce 1970 Arminem Josephem Deutschem, který za pomoci Fourierovy matematické analýzy dává přehled o rozložení nehomogenit ve výskytu daných prvků na povrchu hvězdy, avšak nejedná se o vždy a ve všech případech o spolehlivý prostředek tohoto poznání, a proto může poskytnout i neplatné výsledky.
Druhý odlišný přístup, tzv. „dopplerovské mapování“, spočívá v porovnání observačních dat s matematickým modelem atmosféry. Tato metoda se nazývá dopplerovská proto, že se při ní počítá s Dopplerovým posunem – v důsledku rotace hvězdy se totiž přibližují a vzdalují skvrny na jejím povrchu vůči pozorovateli. Do současnosti (rok 2010) bylo komplexně, a hlavně kvalitně prozkoumáno jen velmi malé množství CP hvězd.

## Charakteristika
Nitro těchto hvězd podle současného vědeckého názoru zřejmě odpovídá běžným hvězdám hlavní posloupnosti. Chemická pekularita provází vývoj hvězdy skoro po celé období, kdy hvězda prochází stadiem hlavní posloupnosti a mění vodík v helium, podobně jako naše Slunce. K této skupině hvězd patří více než jedna desetina tzv. "horkých" hvězd, jejichž efektivní teplota se pohybuje v rozmezí od 6500 K až asi do 30 000 K. Obecně se část chemicky pekuliárních hvězd projevuje globálním, téměř dipólovým magnetickým polem o indukčnosti řádově tisíciny až jednotky Tesly. Velké procento těchto hvězd je spektrálně proměnných, což bývá často doprovázeno i proměnností magnetickou a fotometrickou. Rotační periodě dané hvězdy odpovídá perioda změny svítivosti i magnetické a spektrální proměnnosti.

## Označení
Pro potřeby třídění a klasifikace označujeme chemicky pekuliární hvězdy velkými písmeny "CP", někdy jen malým písmenem "p", tzn. „pekuliární“ za uvedeným příslušným spektrálním typem hvězdy.

## Model
Současný „geometrický“ model těchto hvězd, který však plně nevystihuje všechny pozorované skutečnosti, je tzv. model „skloněného rotátoru“ zavedený v roce 1949 Babcokem, tento model uvažuje o CP hvězdě jako o tuhém tělese, které rotuje kolem osy svírající s osou magnetického pole nenulový úhel. Zmíněný model byl dále rozpracováván úvahou o reálné situaci s existujícím dipólovým magnetickým polem CP hvězdy, které však rozhodně nemají všechny hvězdy této skupiny, a obohacen představou o existenci jistých „spektroskopických skvrn“, což jsou podle této představy místa ve fotosféře hvězdy, kde se vyskytují určité chemické prvky ve zvýšené koncentraci. Je třeba se zmínit o tom, že na základě těchto úvah se podařilo vysvětlit spektrální proměnnost, fázový posun mezi ekvivalentní šířkou a radiální rychlostí i vyskytující se přepólování magnetického pole pozorované u řady CP hvězd.

## Klasifikace
V roce 1974 vypracoval George Preston přehlednou klasifikaci CP hvězd, tato klasifikace se zakládá na faktu výskytu jednotlivých typů těchto hvězd charakteristicky závislém na daném teplotním intervalu. Klasifikace je vypracována vzestupně vzhledem k rostoucí teplotě, od nejchladnějších hvězd po ty nejteplejší (CP1 až CP6,7). Nejprve zde stručně popišme Spektrální typ A:

### Spektrální typ A
Spektrální typ A dělíme dále na dvě základní podskupiny, kterými jsou :

#### Metalické hvězdy
označení (Am) podle Prestona typu CP1 charakterizované poměrně slabými spektrálními čárami vápníku, přičemž poměr intenzit spektrálních čar scandia II a stroncia II je výrazně menší, než u obvyklých hvězd tohoto spektrálního typu (A). Podle názoru amerického astronoma H. Abta se většina těchto hvězd vyskytuje v binárních systémech charakterizovaných krátkou oběžnou periodou, je tedy možné, že synchronizace oběžné rychlosti s rychlostí rotační působí zpomalování otáčení těchto hvězd spolu se stabilizací atmosféry. Druhá, v pořadí již výše zmíněná základní skupina označená termínem:

#### Magnetické hvězdy
označení (mCP) , zde patří Ap i Bp hvězdy , podle Prestonovy klasifikace typu CP2, mají zesílené spektrální čáry křemíku, stroncia, chromu a tak zvaných prvků „vzácných zemin“ – lanthanoidů, i prvků ze skupiny železa (Fe, Co, Ni) v různých kombinacích. U těchto hvězd se vyskytují globální proměnná a silná magnetická pole, jejichž perioda se shoduje se změnou jejich jasnosti a spektra. Je zajímavé, že mezi těmito hvězdami bylo nalezeno jen několik dvojhvězd, (tento konkrétní údaj pochází z konce 80. let 20. století.) K objasnění vzniku těchto anomálií vypracovali v 70. letech 20. století francouzští badatelé Vauclair, Michaud teorii, která se zdá býti celkem slibná, nese název:

##### Teorie zářivé difuze
Nástin této teorie uvažuje s pomalou rotací, přítomností silných magnetických polí, vedoucí k velmi klidné hvězdné atmosféře, snad dle obou autoru dokonce bez konvektivních pohybů. Tato situace by totiž neumožňovala podstatné promíchání hmoty atmosféry, odtud její neobvyklé chemické složení, chybějící konvekce v atmosféře hvězdy je totiž pro teorii zářivé difuze klíčová. Výše zmíněná zářivá difuze může oddělovat různé druhy atomů do různých výšek atmosféry hvězdy tím, že v bezkonvekční vrstvě mají těžší prvky díky gravitační síle snahu klesat dolů, k centru hvězdy a naopak, pokud mají jiné chemické prvky náležející počet absorpčních čar a hran ležící v blízkosti maxima zářivého toku, dochází k pohybu těchto prvků opačným směrem nahoru, k povrchu hvězdy. Rychlost zářivé difuse se pohybuje v řádech cm/s. Samotná difuze chemických prvků může být způsobena větším počtem fyzikálních mechanismů, např. gradientem hustoty jednotlivých prvků, teplotním, tlakovým gradientem i silami vnějšími jako je síla gravitační, elektrická, magnetická, nebo zářivá.
Ještě shrňme princip oddělování jednotlivých prvků podle Michauda, který spočívá v dlouhodobém působení zářivé síly mající původ z neizotropního pole záření a izotropní emise záření konkrétního chemického prvku, tato zářivá síla spolupůsobí se silou gravitační.

###### Předchozí a překonané teorie
Předchozí autoři nabízeli i jiná vysvětlení chemické abnormality CP hvězd, jako např. Burbidge (1955) teorie o jaderné reakci na povrchu hvězdy, Fowler (1965) uvažoval také o jaderných reakcích, ale uvnitř hvězdy, to, že se ale chemická pekularita pozoruje ne uvnitř, nýbrž na povrchu hvězdy vysvětloval Fowler jakýmsi procesem „bagrování“ , kterým se výsledné produkty těchto jaderných reakcí měly dostat na povrch hvězdy. Jiní fyzikové ve snaze vysvětlit CP anomálii předkládali další teorie např. o výbuchu blízké supernovy, dopadu planetek, nebo magnetické akreci.

### Spektrální typ B

#### Rtuť-manganové hvězdy
Podle Prestonovy klasifikace typu CP3 , charakteristika – pomalá rotace, úzké spektrální čáry, bez časových změn, silné spektrální čáry ionizovaného Mn a Hg. K této skupině hvězd si uveďme velmi zajímavý současný objev týkající se otázky počasí v atmosférách hvězd u konkrétní hvězdy, jíž je nejjasnější hvězda souhvězdí Andromedy a zároveň i nejjasnější hvězda skupiny rtuť-manganových hvězd, Alfa Andromedae – Sirrah. Konkrétně se jedná o spektroskopickou dvojhvězdu s orbitální periodou 96,7 dne, vzdálenou od Země 97 světelných let. Tato hvězda ve své atmosféře vykazuje chemicky anomálně zvýšený obsah rtuti, manganu, vzácného kovového prvku gallia, tajícího v lidské dlani, které se chemicky značně podobá hliníku (Mendělejevovo „eka-aluminium“) a europia, kovu ze skupiny tzv. vzácných zemin. Jiné chemické prvky jsou naopak zastoupeny v koncentracích nižších, než je obvyklé. Oleg Kochukhov a jeho tým, z Univerzity v Upsale, který studoval povrch této hvězdy 7 let, v červnu 2007 označil Sirah za první hvězdu, na které se vyskytují jevy, které odpovídají počasí v atmosférách planet. Nad povrchem této hvězdy se totiž formují, vznášejí a mění oblaka tvořená vysoce jedovatou rtutí. Studována byla čára jednou ionizované rtuti, vlnové délky 398,4 nm.

#### Hvězdy se zeslabeným héliem
(He-weak stars) , dle Prestona typu CP4, 5 – tato skupina charakterizovaná spektrem s čárami vodíku, spektrálního typu zřejmě B3 až B5 a hélia, které odpovídají spektrálnímu typu cca B8 se dále dělí podle spekter na tři podtypy:
- podskupina křemíková,
- podskupina titan-stronciová,
- fosfor-galliové hvězdy,

Charakterizujme stručně tyto tři vyjmenované podskupiny:

##### Podskupina křemíková
Výskyt nezvykle silných spektrálních čar křemíku, jednou ionizovaného. Pravděpodobně v této podskupině panuje fyzikální shodnost s analogickou podskupinou objektu spektrálního typu A. Často dochází k periodickým změnám jasnosti, spektra, a mnohdy i magnetického pole.

##### Podskupina titan-stronciová
Zesílená spektrální čára titanu, jednou ionizovaného a stroncia, dále železa, ionizovaného taktéž jednou či dvakrát. Jako u předešlé skupiny dochází i zde k často k periodickým změnám v jasnosti objektů, jejich spektrech i intenzitě magnetického pole.

##### Fosfor-galliové (kryptonové) hvězdy
Ve spektru přítomny silné čáry fosforu i gallia a kryptonu. Na rozdíl od předchozích podskupin bez periodických časových změn a měřitelného magnetického pole, ovšem existenci magnetického pole nelze úplně vyloučit, jak naznačují poslední přesná měření (rok 2009).

#### Hvězdy se zesíleným héliem
( He- strong stars ) , dle Prestona typu CP6, 7 – u některých hvězd této skupiny byla nalezena emise v čáře vodíku H alfa, proto je musíme klasifikovat současně i jako Be hvězdy, i když je otázkou, kde přesně začíná a končí jejich vzájemná podobnost s běžnými „nemagnetickými“ Be hvězdami.
Tato skupina je charakteristická periodičností změn jasnosti, spektra i magnetického pole.

## Závěr
Všechny otázky, fakta a souvislosti tykající se chemicky pekuliárních hvězd nebyly ani zdaleka vyčerpány, spíše naopak nás určitě do budoucna překvapí nejeden zajímavý objev týkající se této kategorie hvězd.
Porozumění CP hvězdám, které tvoří "jeden kamínek" v pomyslné mozaice našeho poznání o hvězdách je pro nás důležité také proto, že nám pomáhá lépe proniknout do problematiky související se vznikem a vývojem hvězd v obecném slova smyslu.